# Кедајњај
Кедајњај (литвански - Kėdainiai, пољски Kiejdany) – је град у централној Литванији. У граду живи 31,6 хиљада становника (2005). Град се налази на реци Невежис. Стари град датира из 17. века. Површина града је 25 km². налази се на 80 метара надморске висине. Позивни број за град је (+370). Од Вилњуса је удаљен 139 km.

## Историја
Град се први пут помиње 1372. године. Статус града добија 1590. године. У XVI и XVII веку град се налазио под влашћу породице Радвилов. Шкотски протестанти стигли су крајем 16. и у 17. веку, подстакнути преобраћењем Ане Радвилов; заједница је извршила значајан утицај у граду и опстала је до средине 19. века. Групација зграда око градског трга и даље укључује импозантне куће трговаца познате као "шкотске куће". За време реформације био је седиште Калвинизма.
Током операције Барбароса, Кедајњај је окупиран од стране немачке војске у лето 1941. Дана 28. августа 1941. цела јеврејска заједница Кедајњаја, заједница која је насељавала ово подручје 500 година, убијена је под упутствима немачке специјалне полиције, уз помоћ локалног литванског становништва. Јеврејско становништво пре Холокауста било је 3000.
Током совјетског периода, Кедајњај је био познат по хемијској и прехрамбеној индустрији. Хемијски погон Лифоза, изграђен 1963, емитовао је значајне количине сумпорне киселине, и био предмет еколошких протеста 80-тих.
У независној Литванији, након година стагнације, стара предузећа су оживела, а нова су основана, што је допринело  статусу Кедајњаја као економског упоришта.

### Кедајњај у литератури
Кедаинаји је град у коме је седиште имао велики хетман Јануш Рађвилл из књиге Потоп коју је написао Хенрик Сјенкјевич.